# Книга Екклесиаста
Екклесиа́ст (др.-греч. Ἐκκλησιαστής экклесиастэс; др.-евр. קֹהֶלֶת‬ кохелет) — книга, входящая в состав еврейской Библии (Танаха) и Ветхого Завета. Седьмая книга раздела Писаний (Ктувим) Танаха.
Эта книга, кроме еврейского текста, сохранилась также во многих переводах.

## Название
Название книги — греческая калька с еврейского слова «кохелет», что означает проповедника в собрании; поэтому в греческом переводе с иврита и, соответственно, в христианском каноне подавляющего большинства конфессий книга называется Екклесиаст или Экклезиаст (др.-греч. ἐκκλησιαστής — «оратор в собрании»).

«Кохелет» — слово, нигде больше не зафиксированное. По форме — это причастие глагола «кахаль» — «собирать, созывать», и обычно толкуется как «ведущий собрание, ораторствующий перед публикой» или «проповедующий в собрании, поучающий народ». Под «собранием» разумеется сходка полноправных граждан, то есть, в расширительном значении, весь еврейский народ. С такой интерпретацией связаны две трудности. Во-первых, глагол «кахаль» в своей исходной форме не существует, а в каузативном значении «собирать, созывать» используется лишь форма «хифиль». Получается, что «кохелет» — причастие от несуществующего глагола. Впрочем, в поэтическом языке (а мы имеем дело с поэтической книгой) такое возможно. Во-вторых, «кохелет» — причастие женского рода, что явно не соответствует полу автора. Но если вспомнить, что абстрактные понятия в древнееврейском, как правило, женского рода, «кохелет» можно истолковать как поучающая премудрость— Эдуард Григорьевич Юнц (впервые опубликовано в журнале «Вопросы философии», 1991, № 8)

## Вопрос авторства
Автором книги с глубокой древности признаётся — как в еврейском, так и в христианском предании — царь Соломон. Хотя имени его буквально и не значится в книге, но лицо, символически принимающее на себя имя Екклесиаста, называет себя сыном Давидовым и заявляет, что он царь Иерусалимский, а в заголовке сирийского перевода прямо стоит: «книга Когелета, то есть Соломона, сына Давидова, царя Иерусалимского».
Это древнее предание было поколеблено в XVII веке Гуго Гроцием, который высказал сомнение в её принадлежности Соломону. Следует, правда, заметить, что ещё в Талмуде были определённые сомнения — хотя автором считался Соломон, утверждалось, что записана книга была позже. Сомнение было подхвачено и обосновано целым рядом последующих протестантских учёных, которые уже решительно отрицали подлинность этой книги. Поколебались мнения и касательно времени написания книги, расходясь между собой не менее чем на восемь столетий. Так, Нахтигалль относит её ко времени между Соломоном и Иеремией (то есть к 975—588 годам до н. э.), Шмидт и Ян — к 699—588 годам до н. э., Делич — к 464—332 годам до н. э., Гитциг — к 204 году до н. э., а Грец — к царствованию Ирода Великого. Основанием для этого служат внешние и внутренние её признаки, не соответствующие духу времени Соломона. Там встречаются иностранные — персидские и арамейские — слова; изображаются бедствия жизни, каких не было при Соломоне; вводятся отвлечённо-философские термины, не встречающиеся в других библейских книгах.
На начало XXI века книга датируется от 450 года до н. э. до второй половины III века до н. э., что связано с наличием в книге персидских и греческих слов, а также изобилием арамейских слов, ставших широко используемыми в Палестине в послепленный период. Также в книге отмечается влияние греческой философии.

## Смысл
Книга Екклесиаста во многом представляет собой уникальное явление в составе Библии, заметно отличаясь от всех остальных её книг образом мыслей автора. Едва ли можно назвать в составе Ветхого Завета книгу, которая оказала бы большее влияние на умы читателей на протяжении столетий, прошедших с момента её написания. Даже далекие от веры мыслители обращались к ней как к одному из наиболее глубоких философских трактатов. Сохранились возражения иудейских богословов Талмуда против включения Книги Екклесиаста в состав Библии (Шаббат, 30 б). О ней прямо говорилось, что она содержит еретические воззрения (Вайикра рабба, 28 а).
Екклесиаст, описывая картину вечного круговорота вселенной и человека, говорит, что накопление богатства, почести, чины, наслаждения, и даже праведный труд и рождение детей — всё это уже было под солнцем и всё это — суета (бессмысленно, бесцельно). Он говорит, что человек всегда властвует над человеком, что всегда были продажные суды, насилие и бесправие:

«…Невежество поставляется на большой высоте,
а богатые сидят низко…
…Видел я рабов на конях
И князей, шагавших пешком как рабы…
…Еще видел я под солнцем:
Место суда, а там беззаконие;
Место правды, а там неправда…
…Праведников постигает то,
чего заслуживали бы дела нечестивых,
а с нечестивыми бывает то,
чего заслуживали бы дела праведников…»

Он также разочаровался в смысле мудрости:

«И предал я сердце мое тому,
чтобы познать мудрость
и познать безумие и глупость;
Узнал, что и это — томление духа.
Потому что во многой мудрости много печали;
И кто умножает познания, умножает скорбь».

Он говорит, что «нет у человека преимущества перед скотом», потому что «как те умирают, так умирают и эти».
Автор Книги Екклесиаста — убеждённый фаталист: «И обратился я, и видел, что не проворным достается успешный бег, не храбрым — победа, не мудрым — хлеб, и не у разумных — богатство, и не искусным — благорасположение, но время и случай для всех их. Ибо человек не знает своего времени. Как рыбы попадаются в пагубную сеть, и как птицы запутываются в силках, так сыны человеческие уловляются в бедственное время, когда оно неожиданно находит на них».
Единственно достойная жизненная позиция, по его мнению, — получать удовольствие от процесса жизни, осознавая при этом всю её суетность: «Итак иди, ешь с весельем хлеб твой, и пей в радости сердца вино твое, когда Бог благоволит к делам твоим. Да будут во всякое время одежды твои светлы, и да не оскудевает елей на голове твоей. Наслаждайся жизнью с женою, которую любишь, во все дни суетной жизни твоей, и которую дал тебе Бог под солнцем на все суетные дни твои; потому что это — доля твоя в жизни и в трудах твоих, какими ты трудишься под солнцем».
Текст завершается прозаической припиской древнего редактора книги, — возможно, ученика автора, — со стихотворной вставкой (глава 12, стихи 9—14). Последние строчки текста в Синодальном переводе таковы:

«Выслушаем сущность всего: бойся Бога и заповеди Его соблюдай,
потому что в этом все для человека;
ибо всякое дело Бог приведет на суд,
и все тайное, хорошо ли оно, или худо».

Православные толкователи видят смысл книги как отвержение земной суеты, ибо все суть прах и бесцельно, и единственное в чём есть ценность — служение Богу. Даже приобретя мудрость, Екклесиаст говорит, что и мудрость суета. В этом находится отражение слов Христа: славлю Тебя, Отче, Господи неба и земли, что Ты утаил сие от мудрых и разумных и открыл то младенцам (Евангелие от Матфея 11:25). Мудрость заключается в том, чтобы познать, что мудрость мира сего бесполезна, а истинная мудрость познается Христом. По словам апостола Павла, мудрость мира сего есть безумие пред Богом, как написано: уловляет мудрых в лукавстве их (Первое послание к Коринфянам 3:19), посему и Екклесиаст говорит: 
И сказал я в сердце моем: «и меня постигнет та же участь, как и глупого: к чему же я сделался очень мудрым?» И сказал я в сердце моем, что и это — суета.
Там же, в послании к Коринфянам, апостолом Павлом, сказано: Мы безумны Христа ради (4:10). Именно этой фразой можно подытожить отношение православных богословов к человеческой мудрости, книга же Екклесиаста даёт более развернутое понимание отвержения земной суеты, и наполняет слова Спасителя, и Апостола Павла ещё более глубоким смыслом. В самом начале книги Екклесиаст пишет: Суета сует, сказал Екклесиаст, суета сует, — всё суета! (Еккл. 1:2). Слово суета в книге Екклесиаста встречается тридцать девять раз. В еврейском тексте это слово суета звучит как хэвэл, что имеет в древнеарамейском языке значение дыхание, дуновение, то есть то, что быстро исчезает, испаряется — отсюда переносный смысл: пустое, безрезультатное занятие. Пророк Исаия называет словом хэвэл дело, которое не приносит пользы, напрасное, тщетное (Ис 30:7). В еврейской грамматике словосочетание хэвэл хавалим (суета сует) переводится как сопряженное отношением, и применяется оно для выражения предельной степени чего-либо. Например, в положительном значении: небеса небес (см.: Втор. 10:14; Пс. 67:34), Царь царей (см.: Езд. 7:12; Дан. 2:37). В книге Екклесиаста сопряженное отношение выражает крайнюю суету, бессмыслицу: Что пользы человеку от всех трудов его, которыми трудится он под солнцем? (Еккл. 1:3). В православном толковании этих строк смысл сводится к тому, что суета суть абсолютно всё, кроме служения Богу, потому что нет пользы; здесь понятие польза является искомым, достижение чего сделало бы жизнь человека несуетной, имеющей смысл. Святитель Иоанн Златоуст в толковании слов Христа о младенцах (Мф. 11:25) противопоставляет мудрость сего века, которую человек приписывает своим силам — мудрости истинной и достохвальной. Блаженный Феофилакт Болгарский эти же слова Спасителя трактовал следующим образом: кто считает себя мудрым и полагается на свой собственный разум, тот не призывает Бога. Византийский богослов Евфимий Зигабен называет премудрыми и разумными — книжников и фарисеев, которые были такими в глазах народа, а младенцами — апостолов по их незлобию, простоте и невинности.

## Влияние древних восточных текстов
Отмечается влияние на книгу древнеегипетской религиозной литературы:
- «Песнь Арфиста» — обобщающее наименование ряда египетских текстов, восходящих, вероятно, к Среднему Царству, но дошедших в памятниках Нового Царства. Эти тексты украшали гробницы рядом с изображениями певцов-арфистов[15]. «Песнь арфиста» явно перекликается с «Эпосом о Гильгамеше»: в табличке Х хозяйка богов Сидури говорит Гильгамешу: «Куда ты стремишься? Жизни, что ищешь, не найдешь ты! Боги, когда создавали человека — смерть они определили человеку, жизнь в своих руках удержали. Ты же, Гильгамеш, насыщай желудок, днем и ночью да будешь ты весел, праздник справляй ежедневно, днем и ночью играй и пляши ты! Светлы да будут твои одежды, волосы чисты, водой омывайся. Гляди, как дитя твою руку держит, своими объятиями радуй подругу — только в этом дело человеческое!».
- Текст Екклесиаста отличается противоречивостью суждений, в том числе о воздаянии. Поэтому при сравнении с древнеегипетскими памятниками возникает версия, что он построен в виде диалога. Персонифицированное «Сердце» как постоянный собеседник автора — мотив египетской литературы. Например, в «Размышлениях Хахаперрасенеба со своим сердцем» гелиопольский жрец беседует со своим сердцем, жалуется на окружающую его несправедливость. Есть сходство с текстом «Разговор разочарованного со своим Ба». В данном тексте постоянно встречается «я открыл мои уста к моему Ба», «сказал мне мой Ба», «мой Ба открыл мои уста к моему Ба», что находит параллель с библейским: «я говорил — я со своим сердцем», «я дал своему сердцу расследовать» и т. п. Наличествует текстологическое сходство с «Размышления Хахаперрасенеба».
  - «Сказанное — уже сказано, и нечего похваляться последующим поколениям речениями предков своих. Не произносил ещё нового говорящий, но он скажет его. А другой не добавит ничего своего к словам предков и только промолвит: „Вот что говорили некогда предки“, — и никто не узнает, что он сам намеревался сказать. Поступающий так — ищет гибели своей, ибо ложь это все, и не вспомянут другие имени его» (Хах recto 3-6).
  - «Слезы притесняемых и нет им утешающего, и в руке притесняющих их сила, и нет им утешающего» (Екк. 4:1) => «Нет сил у несчастного спастись от сильнейшего, чем он сам» (Хах. verso 4)
  - «Нет никого, кто не творил бы зла — все совершают его» (хах. verso 1-2) => «Нет праведного человека на этой земле, который будет делать благо и не согрешит» (Ек. 7:20)
  - «Обратился он к сердцу своему. Приди же ко мне, сердце мое, дабы поговорил я с тобою». (v1)
- Книга Екклесиаста как типичный пример распространенного на Древнем Востоке жанра «литературы мудрости».

## Оценки
«Атеистический словарь» отмечает: 
Екклесиаст — книга без сюжета. В ней отсутствуют картины современного ей общества. Её автор — не летописец и не прозаик. Он — мыслитель. Екклесиаст — произведение многослойное. В единый узел здесь сплелись смех отрицания и улыбка утверждения, поиск и разочарование, тонкое наблюдение и мудрое обобщение. Восставший против химер иудаизма, автор Екклесиаста откровенно выражает своё негативное отношение к теории «того света» и небесного суда: «Участь сынов человеческих и участь животных — участь одна: как те умирают, так умирают и эти, и одно дыхание у всех, и нет у человека преимущества перед скотом» (3:19). Он не верит в потустороннее Царство Божье. 

## Переводы
- Книга Екклезиаста, или Проповедника, Синодальный перевод, 1876.
- Книга Экклезиаста (перевод, вступительное слово и комментарии А. Э. Графова) // «Частный корреспондент» (16.11.2012).
- Когелет, перевод равви Давида Йосифона.
- Речения Экклезиаста, перевод И. И. Вегери, 2006.
- Список других переводов.